# Cantón Carlos Julio Arosemena Tola
El Cantón Carlos Julio Arosemena Tola es una municipalidad de la provincia de Napo. Su cabecera cantonal es la ciudad de Carlos Julio Arosemena Tola.  Su población es de 3.664 habitantes, tiene una superficie de 501 km².  Su alcalde actual para el período 2014 - 2019 es Luis Rodrigo Caiza

## Límites
- Al norte y este con el cantón Tena.
- Al sur con los cantones Mera y Santa Clara de la provincia de Pastaza.
- Al oeste con los cantones Tena y Baños de la provincia de Tungurahua.

## División política
Carlos Julio Arosemena Tola tiene una parroquia:

### Parroquias urbanas
- Carlos Julio Arosemena Tola